# 徐力田
徐力田（1914年—1962年10月），原名李文范，山东莱阳市万第镇小徐格庄村人。中华人民共和国政治人物。

## 生平
1935年，参加中共胶东特委发动的“一一·四”武装暴动。1938年2月加入中国共产党，历任莱阳城东区区委书记、县委宣传部长。1942年1月至1943年1月，任中共莱阳县委书记等职。中华人民共和国成立后，先后任山东分局、山东省委秘书长、省委办公厅副主任、青岛疗养区党委书记等职。因积劳成疾，于1962年10月逝世，终年48岁。